# Henryk Roman Gulbinowicz

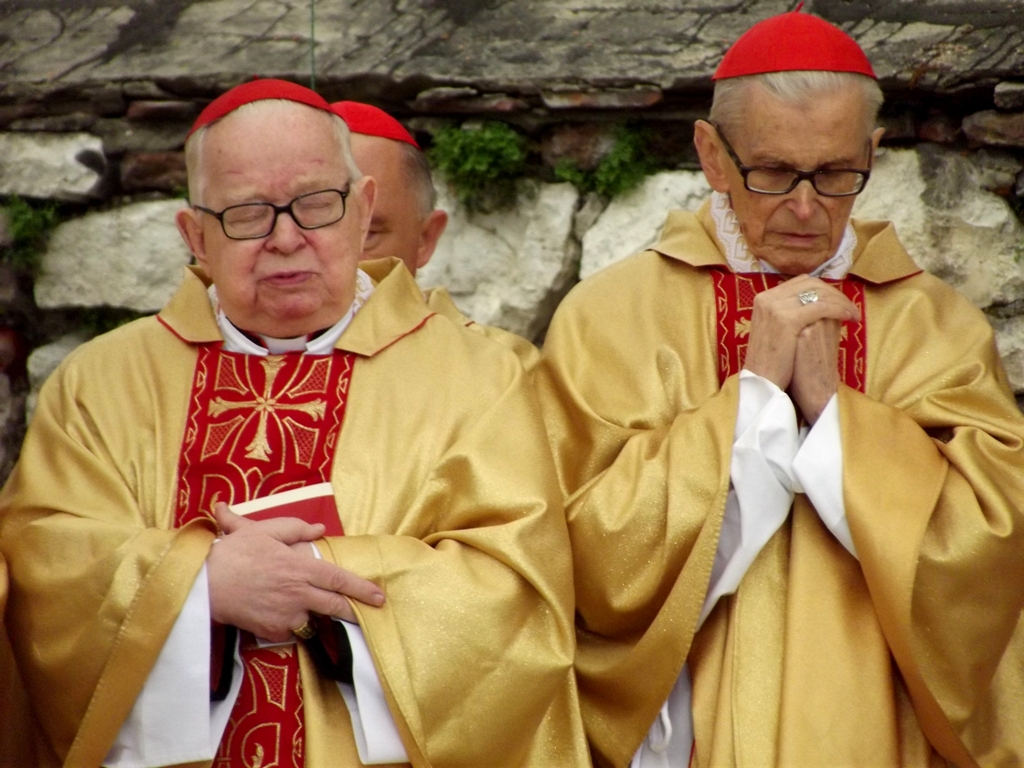
Zleva: Henryk Roman kardinál Gulbinowicz a Franciszek kardinál Macharski (2013)

Henryk Roman kardinál Gulbinowicz (17. října 1923, Vilnius – 16. listopadu 2020, Vratislav) byl polský římskokatolický kněz, kardinál, bývalý apoštolský administrátor bělostocký a emeritní arcibiskup vratislavský.

## Život

### Mládí a studia
Narodil se 17. října 1923 ve vilniuské nemocnici svatého Rafaela a své mládí prožil na statku svého otce ve vesnici Šukiškės blízko Vilniusu. Střední vzdělání získal na jezuitském gymnáziu ve Vilniusu.
Roku 1944 byl přijat na vilniuský Vyšší duchovní seminář a zároveň započal svá filosoficko-teologická studia na teologické fakultě Vilniuské univerzity. Po zisku maturity vstoupil roku 1945 do Sekulárního františkánského řádu a přijal jméno Alois. Toho roku také musel odejít na studia do Bělostoku, kam byly násilně přestěhovány obě univerzity, na kterých studoval. Dne 18. června byl v katedrále Nanebevzetí Nejsvětější Panny Marie v Bělostoku vysvěcen na kněze.
Mezi lety 1951 a 1955 studoval morální teologii na Katolické univerzitě v Lublinu. V roce 1953 získal titul bakaláře a studium zde zakončil disertací a ziskem doktorátu.

### Kněžství
V letech 1950–1951 pracoval jako vikář na farnosti svatého Vincenta Ferrerského a apoštola Bartoloměje v Szudziałowě a zároveň byl prefektem tamějších základních škol. Po studiích působil v letech 1956–1959 jako vikář v Bělostoku. V roce 1960 se stal dočasným správcem farnosti svatého Vojtěcha v Nidzice a stejnou funkci vykonával v roce 1962 u farnosti svaté Máří Magdalény v Leginách.
Od roku 1959 do roku 1970 přednášel na Vyšším duchovním semináři v Olštýně morální teologii a etiku. V roce 1960 se stal školním prefektem, v roce 1962 prorektorem a v letech 1963–1970 zastával funkci rektora.
Mimo učitelství působil mezi lety 1961 a 1962 také jako soudce prosynodálního biskupského soudu v Olštýně. V roce 1966 se stal členem diecézní umělecké komise a roku 1968 členem diecézní vydavatelské rady. V roce 1963 získal hodnost čestného kanovníka varmijské kapituy.

### Biskup
12. ledna 1970 jej papež Pavel VI. jmenoval apoštolským administrátorem vilniuské arcidiecéze v Polsku se sídlem v Bělostoku a titulárním biskupem diecéze Acci. Do úřadu nastoupil 17. ledna a 8. února obdržel biskupské svěcení od kardinála a primase polského Stefana Wyszyńského. Krátce po převzetí úřadu apoštolského administrátora založil diecézní středisko pro výchovu kněží a pastorační katechetické centrum. Také dokončil reorganizaci správního rozdělení diecéze.
15. prosince 1975 byl jmenován a 3. ledna následujícího roku nastoupil do úřadu vratislavského arcibiskupa. Slavnostní uvedení do vratislavské katedrály se konalo 2. února 1976. Roku 1981 založil arcibiskupskou charitativní komisi a v roce 1989 arcidiecézní pobočku Caritas Internationalis. Na přelomu let 1989 a 1990 se stal patronem Evropského setkání mladých ve Vratislavi.
25. května 1985 kreoval papež Jan Pavel II. Henryka Gulbinowicze kardinálem. Jako titulární mu byl určen kostel Neposkvrněného početí Panny Marie v Grottarosse (italsky Santa Maria Immacolata a Grottarossa). Slavnostní kardinálské uvedení do katedrály ve Vratislavi se konalo 1. června 1985.
V čele vratislavského arcibiskupství stál Henryk Gulbinowicz do 3. května 2004, kdy papež přijal jeho rezignaci a zároveň jmenoval jeho nástupce – Mariana Gołębiewského.
V den svých osmdesátých narozenin 17. října 2003 ztratil právo účastnit se konkláve a nebyl proto přítomen volbě v roce 2005 ani 2013.

### Obvinění ze sexuálního obtěžování
Dne 6. listopadu 2020 bylo prostřednictvím apoštolské nunciatury ve Varšavě oznámeno, že kardinál Gulbinowicz byl potrestán za skutky sexuálního obtěžování a homosexuálního chování, kterých se v minulosti dopustil. Trest, který mu byl Svatým stolcem udělen, zahrnuje zákaz účasti na bohoslužbách, zákaz užívání biskupských insignií, ztrátu práva na pohřeb v katedrále a zaplacení příslušné sumy peněz jako dar Nadaci sv. Josefa ve prospěch obětí sexuálního zneužívání.

## Řády a ocenění

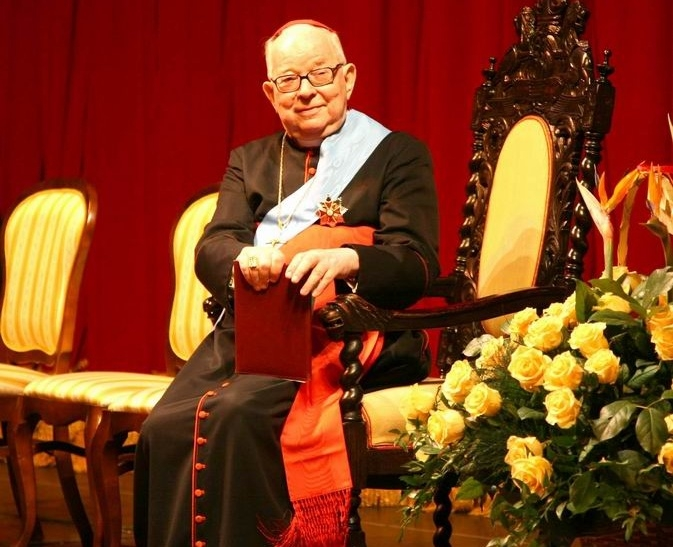
Henryk Roman Gulbinowicz při předávání Řádu bílé orlice (2009)

### Řády
- Dětské ocenění „SERCA“ – 2000[10]
- Řád úsměvu – 2001[11]
- Řád bílé orlice – 17. října 2008 usnesením polského prezidenta Lecha Kaczyńského[12]
- Velkodůstojnický kříž s hvězdou řádu Polonia Restituta – 3. února 1995 usnesením prezidenta Lecha Wałęsy[13]
- Záslužná zlatá medaile kultury Gloria Artis – 2006[14]
- Zlatý odznak zásluhy o požární ochraně – 2009[15]
- Litevská medaile Ministerstva kultury „Nes své světlo a věř“[16]
- Čestný odznak za zásluhy Varmijsko-mazurského vojvodství[17]

### Čestná občanství
- Vratislav – 1996, Civitate Wratislaviensi Donatus[1][2]
- Lądek-Zdrój – 1998[1]
- Oława – 1999[18]
- Bardo – 2000[19]
- Bělostok – 2000[20]
- Dzierżoniów – 2000[21]
- gmina Ziębice – 2000[22]
- Sobótka – 2003[23]
- gmina Pieszyce – 2006[24]
- gmina Orneta – 2010[25]
- Slezské Zoubkovice – 2010[26]
- město a gmina Ścinawa – 2011[27]
- Třebnice – 2011[28]
- Dolní Slezsko – 2004, Civi Honorario[29]

### Čestné doktoráty
- Papežská teologická fakulta, Vratislav – 1996
- Zemědělská univerzita, Vratislav – 2000
- Polytechnická univerzita, Vratislav – 2003
- Lékařská univerzita, Vratislav – 2009[30]
- Katolická univerzita, Lublin – 2007, zároveň mu byl obnoven jeho stávající doktorát[31][32]